# 入江隆則
入江 隆則（いりえ たかのり、1935年9月19日 - ）は、日本の文学研究者・評論家。明治大学名誉教授。専門は英米文学・比較文化論。日本会議代表委員。

## 経歴
出生より青年期まで
1935年、神奈川県横浜市で生まれた。京都大学文学部英文学科で学び、1961年に卒業。
1961年から1964年まで岩波映画製作所に勤務して、シナリオ執筆を担当。東京都立大学大学院に入学し、佐伯彰一に師事。1966年に修士課程を修了。
文学研究者として
1966年、東京医科大学専任講師に就いた。1969年、明治大学商学部専任講師。1972年、明治大学商学部助教授。1977年、明治大学商学部教授に昇格。この間、ロンドン大学東洋アフリカ研究学院、オーストラリア国立大学太平洋アジア研究所・モナシュ大学日本研究センターなどでも客員研究員を務めた。2006年に明治大学を定年退職し、名誉教授となった。
保守派の言論人として『産経新聞』や『正論』・『諸君!』・『Voice ボイス』に多く寄稿連載し、日本会議の代表委員も務めた。井尻千男、小堀桂一郎らと共に4月28日の主権回復記念日での祝日制定を提唱し、1997年から毎年同日に主権回復記念国民集会を主宰してきた。

## 人物

### 統一教会との関係
- 入江は、1975年12月15日に統一教会の関連団体「世界平和教授アカデミー」が主催し、統一教会幹部の松下正寿が基調講演をした「第五回国際学術会議」に出席し、「現実に闘争をしかけてくる者がいる時、その平和の哲学がどこまで貫けるのか」と問題を提起した[7]。
- 入江は、1976年9月24～26日に、世界平和教授アカデミーが主催し、統一教会幹部の松下正寿らが参加した「第六回国際学術会議」に参加し、論文を提出した[8]。
- 入江は、世界平和教授アカデミーの機関紙『知識』1981年10月号に掲載された座談会に登場した[9]。
- 世界平和教授アカデミーの機関紙『知識』1982年4月号に、入江のインタビュー記事が掲載された[10]。
- 世界平和教授アカデミーの機関紙『知識』1987年1月号に、入江と西尾幹二との対談が掲載された[11]。
- 入江は、世界平和教授アカデミーの機関紙『知識』1987年5月号に寄稿した[12]。

## 受賞・栄典
- 1964年：科学技術映像祭入賞＝「住宅量産化への歩み」
- 1964年：教育映画祭最高賞＝「メタルフォームの使い方」
- 1964年：第7回日本紹介映画コンクール金賞＝「若いいのち－法政大学の学生たち－」
- 1972年：第4回亀井勝一郎賞＝「幻想のかなたに」[5]

## 言説
日本の周辺国（中国・ロシア・北朝鮮）が核兵器を保有している状況では、日本も核武装しなければ完全には対等になれないと主張している。また、中国については「あらゆる側面で虚偽と謀略に満ちた恐ろしい国である」とし、日本が中国の脅威に対抗するために核武装することは「当然すぎるほど当然なこと」と述べている。

## 著作
- 『幻想のかなたに』新潮社 1972
- 『薄められた狂気』冬樹社 1974
- 『見者ロレンス』講談社 1974
- 『新井白石：闘いの肖像』新潮社 1979
- 『ロンドン幽愁』北洋社 1979
- 『文学の沙漠のなかで』新潮社 1985
- 『敗者の戦後：ナポレオン・ヒトラー・昭和天皇』中央公論社〈中公叢書〉1989[14]
  - 各・文庫版 - 徳間文庫 教養シリーズ 1998
  - 筑摩書房〈ちくま学芸文庫〉2007[15]
  - 文藝春秋〈文春学藝ライブラリー〉2015
- 『グローバル・ヘレニズムの出現：世界は「江戸化」する』日本教文社〈教文選書〉1990
- 『日本がつくる新文明』講談社 1992
- 『日本国家「最後の勝ち方」』東洋経済新報社 1995
- 『太平洋文明の興亡：アジアと西洋・盛衰の500年』PHP研究所 1997 - 電子書籍化 2023
- 『文明論の現在』玉川大学出版部 2003
- 『海洋アジアと日本の将来：続・文明論の現在』玉川大学出版部 2004
- 『衰亡か再生か：岐路に立つ日本』麗澤大学出版会 2006
- 『告白：ある文明史家の精神遍歴』洋泉社 2008[14]

共著
- 『シェイクスピアハンドブック』三省堂 1987

福田恆存監修、臼井善隆・中村保男・喜志哲雄・松原正共著
- 『明治天皇と日露戦争：世界を感動せしめた日本武士道』小堀桂一郎・名越二荒之助・加瀬英明・占部賢志・高山亨[16]・小柳陽太郎共著、明成社 2005
- 『主権回復：本当の終戦記念日は、四月二十八日である』井尻千男・小堀桂一郎共編、近代出版社 2008